# Kurprinzessin Magdalena von Brandenburg
Das Gemälde Kurprinzessin Magdalena von Brandenburg ist ein Porträt, das der Schule von Lucas Cranach dem Älteren zugeschrieben wird und das Kurprinzessin Magdalene von Brandenburg zeigt. Es ist ein Tafelgemälde auf Lindenholz aus der Zeit um 1530 bis 1540. Das Gemälde befindet sich in der Gemäldesammlung des Jagdschlosses Grunewald in Berlin.

## Beschreibung
Auf dem 51,3 cm × 37,9 cm großen Gemälde ist Kurprinzessin Magdalena von Brandenburg im Halbfigurenformat von der rechten Seite dargestellt. Sie trägt ein dunkelrotes Samtkleid mit Stehkragen, dessen Wirkung ein dunkelgrüner Vorhang als Bildhintergrund verstärkt. Die parallel gestuften Ärmel des Kleides sind durch Dekorationsschlitze aufgelockert. Das Haar der Prinzessin liegt unter einer Perlenhaube aufgesteckt. Auf dem Kopf trägt sie einen rot-orangen Hut mit Straußenfedern. Der Hut und die Haube kennzeichnen sie als verheiratete Frau. Als Schmuckstücke hat sie um den Hals mehrere Gliederketten angelegt und trägt an den Fingern mehrere Ringe. Die reiche Kleidung drängt sich in den Vordergrund während ihr blasses, formelhaft wirkendes Gesicht sowie die leblosen Hände dahinter zurücktreten. Die flache Darstellung von Gesicht und Händen hängt wahrscheinlich mit dem schlechten Erhaltungszustand des Bildes zusammen.
Es wird angenommen, dass es sich bei dem Gemälde um die Kopie eines um 1530 entstandenen und verlorenen Cranach-Gemäldes handelt. Es unterscheidet sich deutlich von einem in Chicago aufbewahrten, 1529 datierten Cranach-Porträt der Prinzessin mit fülligerer Figur und weicheren Gesichtszügen.

## Besitzverhältnisse
Das Bild ist 1790 in der Bildergalerie des Berliner Schlosses als Damenporträt von Dürer nachweisbar. Heute steht es im Eigentum der Stiftung Preußische Schlösser und Gärten Berlin-Brandenburg.